# Amici-prizma
Az Amici-prizma – melyet az olasz csillagászról, Giovanni Battista Amiciről neveztek el – összetett, diszperziós (színbontó) prizma. Leggyakrabban spektrométerekben használják.

Kettős Amici-prizma. Látható, hogy a kilépő sugár eltérítésmentesen lép ki, a többi sugár viszont felbomolva lép ki.

Az Amici-prizma két érintkező prizmából áll, általában közepes diszperziójú koronaüvegből és nagy diszperziójú flintüvegből. A belépő fény megtörik az első levegő-üveg határfelületen, még egyszer megtörik a két üveg határfelületén és végül kilépéskor is megtörik. A prizmát úgy kalibrálják, hogy a fény bizonyos hullámhosszú sugarai a prizmákon minimális eltérítéssel haladnak át, így végül a kilépő sugár a prizmára eső sugárral párhuzamosan (de eltolva) lép ki. Így az Amici-prizma egyeneslátású diszperziós prizma.

Sugármenet az Amici-prizmában

A gyakorlatban fontosabb a kettős Amici prizma, melynek ötletével az 1860-as évek körül  foglalkozott Amici. Ez az elrendezés általában két korona- és egy flintüvegből áll. Ennek az az előnye, hogy a diszperziója nagyobb, és a sugarat, melyre kalibrálták, nem tolja el. Használnak öt prizmából (két flint- és három koronaüvegből) készült Amici-prizmát is.

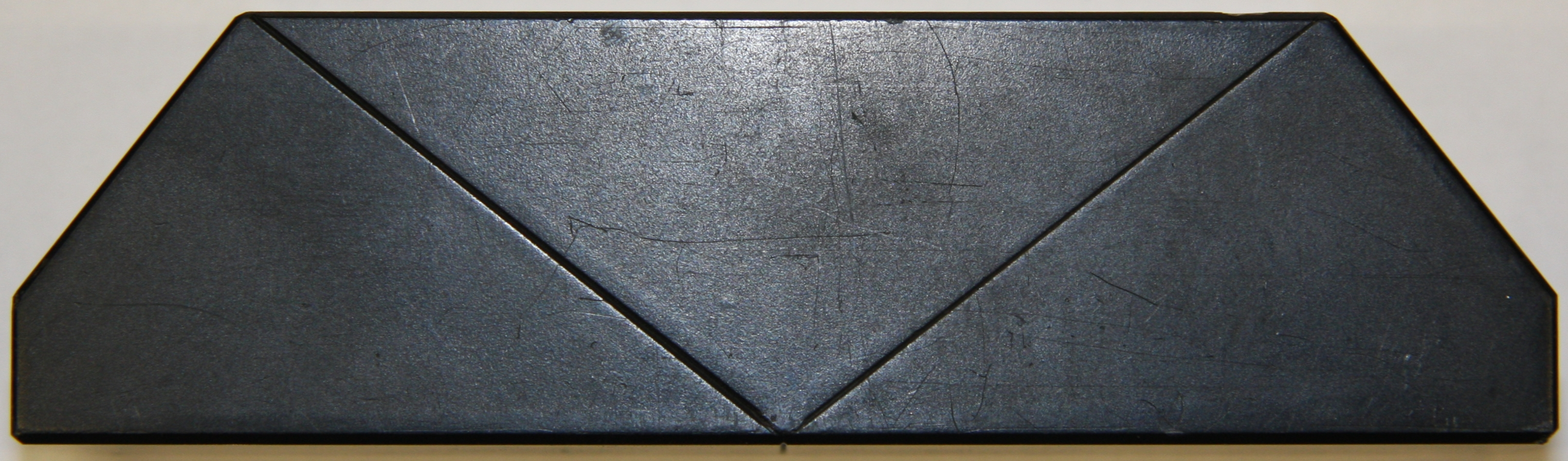
Egy igazi kettős Amici-prizma. Jól kivehető a három prizma, mely az eszközt alkotja

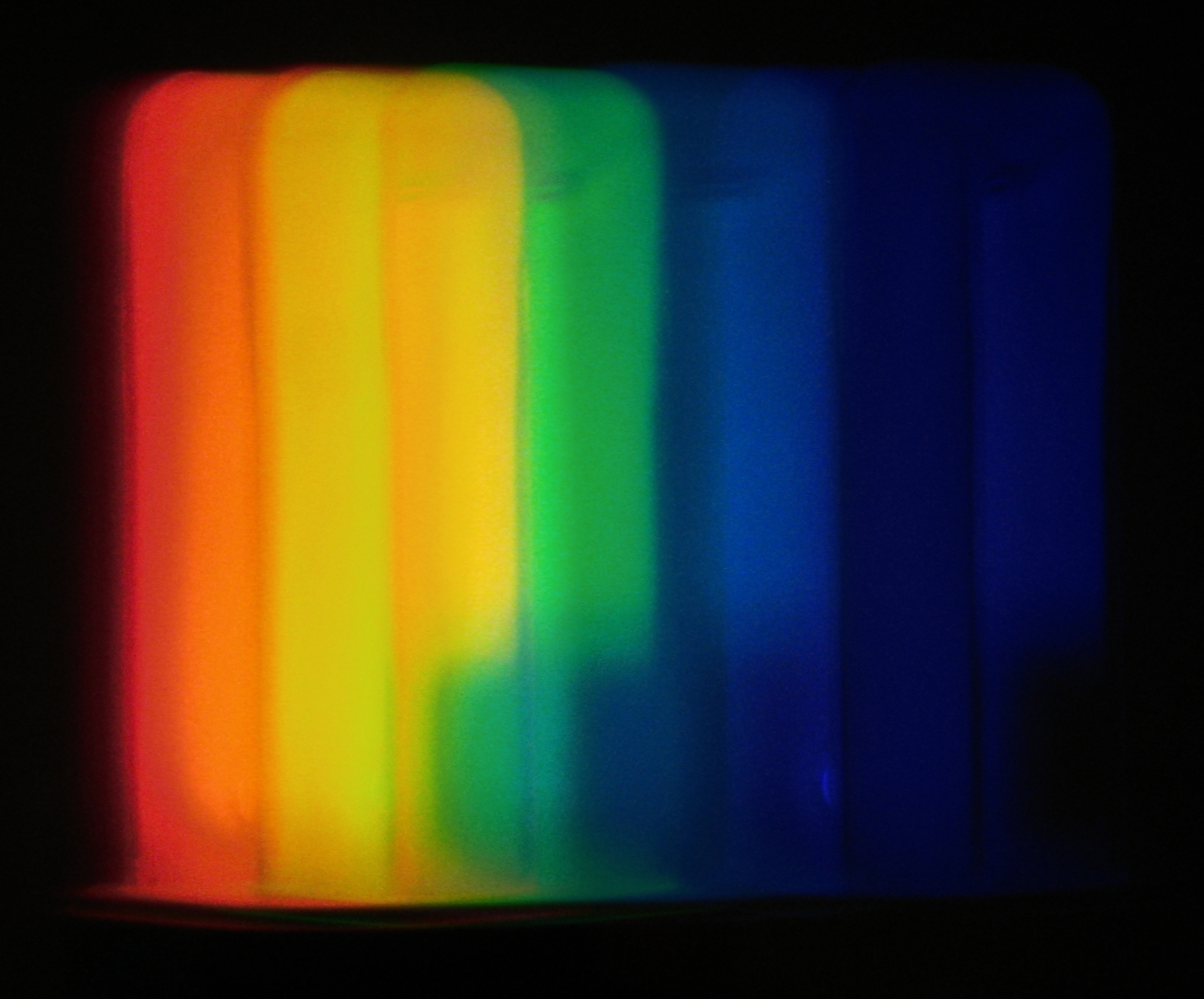
Egy fluoreszcens fényforrás az eszközön keresztül nézve

Maga Amici nem publikálta az ötletét, hanem egy kollégájával osztotta meg, Giovanni Donatival, aki el is készítette az eszközt. Ő 1862-ben publikált róla, és praktikussága miatt hamar elterjedt Európában.

## Külső hivatkozások
- Angol szócikk a Wikipédián